# 马丁·劳尔森
马丁·劳尔森（丹麥語：Martin Laursen，1977年7月26日—），丹麥前職業職業足球員，司職中堅。2009年5月15日，原效力的英超球隊阿士東維拉宣佈馬田·拿臣因为膝伤无法痊愈而退役。馬田·拿臣代表丹麥53次，曾出戰2002年韓日世界盃及兩屆欧洲足球锦标赛。

## 生平
馬田·拿臣在丹麥的施克堡（Silkeborg IF）開展其職業足球事業，於1997-98年度協助球隊取得丹麥超級聯賽亞軍的佳績。在施克堡待了三年，馬田拿臣於1998年8月轉到義大利加盟當時仍在意乙的維羅納（Hellas Verona），轉會是由曾效力維羅納的施克堡領隊普雷本·埃尔克耶尔（Preben Elkjær）促成。加盟維羅納的首年馬田·拿臣大部分時間遭受膝傷的困擾，但球隊仍能獲得升級意甲。在義大利的第二個球季，馬田·拿臣成功奪得正選席位，更於2000年3月獲選首次代表丹麥友賽葡萄牙。馬田·拿臣獲選加入在荷蘭及比利時舉行2000年歐洲國家盃決賽週的丹麥大軍，但因傷沒有出場，而丹麥亦失望地3戰3負未得1球在首圈分組賽出局。

### 逐步成長
2001年馬田·拿臣轉投帕尔玛，只跟隨球隊操練3星期，並沒有為帕爾馬上陣，即被因傷患及國際賽徵用而欠缺後防人手的AC米蘭以870萬鎊收購。加盟初期馬田·拿臣表現突出，在頭4場比賽攻入2球，但當米蘭的正選後衛復出後，馬田·拿臣獲得出場的時間日漸減少。
2002年韓日世界盃馬田·拿臣出戰丹麥的全部比賽，包括3場分組賽及被英格蘭3-0擊敗的十六強淘汰賽。2003年9月對羅馬尼亞的2004年欧洲足球锦标赛外圍賽，馬田·拿臣在受傷補時階段的入球為丹麥追平2-2，是他在國家隊的首個入球，亦保持丹麥的出線希望。丹麥在最後一輪比賽以1-1賽和波黑而獲得小組首名出線。
AC米蘭在2003年獎盃大豐收，但馬田·拿臣未能出席2002-03年歐聯對祖雲達斯的全義大利決賽。由於有保罗·马尔蒂尼及内斯塔在陣，長遠計馬田·拿臣未能確保在AC米蘭的正選席位。
2003年3月傳聞AC米蘭在來季會將馬田·拿臣外借到熱刺一季。同年6月馬田·拿臣拒絕轉會到保頓。

### 轉投超聯
2004年5月21日馬田·拿臣以300萬英鎊轉投英超聯球隊阿士東維拉，簽約4年。開季前馬田·拿臣代表丹麥出戰在葡萄牙舉行的2004年欧洲足球锦标赛，參加全部比賽，包括3場分組賽及八強淘汰賽以0-3負於捷克出局。馬田·拿臣在2004年8月14日首度代表維拉登場對修咸頓，維拉以2-0獲得最後勝利。
馬田·拿臣在2004/05年首季的表現受到傷患困擾而起伏不定，但由於膝傷復發更導致馬田·拿臣翌季只曾為維拉在揭幕戰對保頓上陣1次。2005年9月馬田·拿臣到美國接受手術，整季大部分時間到博洛尼亚進行復康治療，直到2006年8月才歸隊。在缺席國家隊1年半後，馬田·拿臣於2006年11月獲重召入伍，但不幸在聯賽盃對車路士時與杜奧巴相撞，再次觸傷膝部而退隊。
馬田·拿臣在2007/08年球季成為維拉的後上殺手，於死球時開上前線，在一眾長人如卡維、美爾保及禮特（Zat Knight）掩護下取得入球。直到2008年1月12日共攻入6球，包括對熱刺3球（兩場）、打比郡、車路士及雷丁各1球。
2007年9月維拉領隊馬田·奧尼爾與馬田·拿臣開始商討續約，但直到11月仍然未能達成協議。馬田·拿臣在2008年年初表示願意繼續留隊，1月17日同意續約2年半。
在2008/09年球季，他繼續受到傷患困擾，右膝关节的伤势在2009年更加恶化，自从1月到開始便没有参加过任何正式比赛。馬田·拿臣选择不再接受手术，5月15日，阿士東維拉宣佈馬田·拿臣因为膝伤无法痊愈而退役。馬田·拿臣为丹麦国家队出战53场，他宣布退役前的最后一场正式比赛是2009年1月阿士東維拉2比1击败西布朗。

## 榮譽
AC米蘭
- 意大利盃：2002-03年
- 歐洲聯賽冠軍盃：2002-03年
- 歐洲超級盃：2003年
- 意甲冠军：2003-04年

個人
- 2008年 丹麥足球先生
- 2008年 丹麥足協最佳球員

## 外部連結
- Danish national team profile （页面存档备份，存于）
- FootballDatabase career stats （页面存档备份，存于）
- soccerbase:Martin Laursen （页面存档备份，存于）

| 體育角色               | 體育角色                 | 體育角色               |
| ---------------------- | ------------------------ | ---------------------- |
| 前任者： 巴利          | 阿士東維拉隊長 2008-09年 | 繼任者： 巴利          |
| 奖项与成就             |                          |                        |
| 前任： 丹尼斯·罗梅达尔 | 丹麥足球先生 2008年      | 繼任： 尼克拉斯·本特纳 |